# Nicole Bozon
Nicole Bozon, nacido en el siglo XII y muerto en el siglo XIII fue un escritor anglo-normando.
Hermano menor y franciscano, Nicole Bozon es el autor, entre 1320 y 1350 de numerosos poemas religiosos y vidas de santos en anglo-normando.

## Obras
- Les contes moralisés de Nicole Bozon, frère mineur, Ed. Paul Meyer, Lucy Toulmin Smith, Paris ; Nueva York, Firmin Didot, Johnson Reprint. 1989 ; 1868

Kelsey Grammer?
- Les proverbes de bon enseignement, Ed. Anders Christopher Thorn, Lund, C.W.K. Gleerup; 1921
- Deux poèmes de Nicholas Bozon : Le char d'orgueil. La lettre de l’empereur Orgueil, Ed. Johan Vising, Gotemburgo, Elanders boktryckeri aktiebolag, 1919
- La plainte d’amour: poème anglo-normand, Ed. Johan Vising, Gotemburgo, W. Zachrissons Boktr., 1905-1907